# Apatura pseudohere
Apatura pseudohere är en fjärilsart som beskrevs av Le Moult 1947. Apatura pseudohere ingår i släktet Apatura och familjen praktfjärilar. Inga underarter finns listade i Catalogue of Life.